# Musée royal du lamidat de Mokolo
Le musée royal du lamidat de Mokolo, aussi connu sous l'appellation musée royal du lamidat de 1er degré de Mokolo, créé en 2014 par le lamido peul de Mokolo, sa majesté Elh Yakouba Mohamadou Mourtalla, est un musée ethnographique. Il se situe dans la ville de Mokolo, département du Mayo Tsanaga de la région de l’Extrême-Nord Cameroun, à environ 59 km par vol d’oiseau, partant de Maroua.

## Histoire

### Débuts et projets
Le musée royal du lamidat de Mokolo, communément connu sous l'appellation le musée royal du lamidat de 1er degré de Mokolo est fondé par le lamido Elh Yakouba Mohamadou Mourtalla. Il voit le jour en 2014,.

### Missions
Ce musée a pour mission principale d'assurer la conservation, la valorisation et de la promotion de la culture mafa et peul.

## Administration

### Promoteur, tutelle et direction/gestion du musée
Yakouba Mohamadou Mourtalla, fondateur du musée en est aussi le directeur. Il est également l'un des lamido de Mokolo.

### Financements
Le musée Royal du Lamidat de 1er Degré de Mokolo est financé par l’ICOM et l’Alliance Internationale pour la Protection du Patrimoine dans les zones de conflit (ALIPH). Il bénéficie de cet appui grâce au soutien du p comité national de l'ICOM Cameroun.

### Tourisme et fréquentation
Le musée est un centre d'attraction et d'éducation pour adultes comme pour enfants. C'est une façade de la culture des peuples locaux qui plonge les touristes dans l'étau des faits historiques. 

## Architecture et organisation de l’espace

### Architecture
Le bâtiment qui abrite le musée royal de Mokolo est construit suivant une architecture dite moderne. Les matériaux utilisés et même le type de construction s'écarte des normes architecturales de la localité. La mise sur pied du musée vient d'une volonté de lier tradition et modernité. Le bâtiment construit selon le registre dit moderne s'allie selon promoteur à cette volonté. 

### Organisation de l’espace
Le musée occupe deux espaces : une galerie d’environ 20 m2 au rez-de-chaussée et une salle d’exposition permanente d’environ 40 m2 au premier étage. Construit par le lamido peul, le bâtiment en plus du musée, abrite aussi le centre artisanal, la bibliothèque et le centre multimédia. 

## Aspects techniques, équipements et services

### Aspects Techniques
Le soutien technique de l'ICOM et de l'ALIPH a permis au musée royal à travers son initiative de numérisation et de conservation, de protéger ses collections face aux entraves du Covid et de la crise Boko haram. 

### Services
Au sein de ce musée, Yacouba Mohamadou réunit environ près de 300 livres issus des dons et des acquisitions personnelles qui vont constituer le fonds de départ de la bibliothèque. Ces livres portent pour l’essentiel sur l’histoire, la géographie, la culture et le tourisme.

## Collections
Il regorge d’importantes collections d’art et d’archives.

### Expositions permanentes

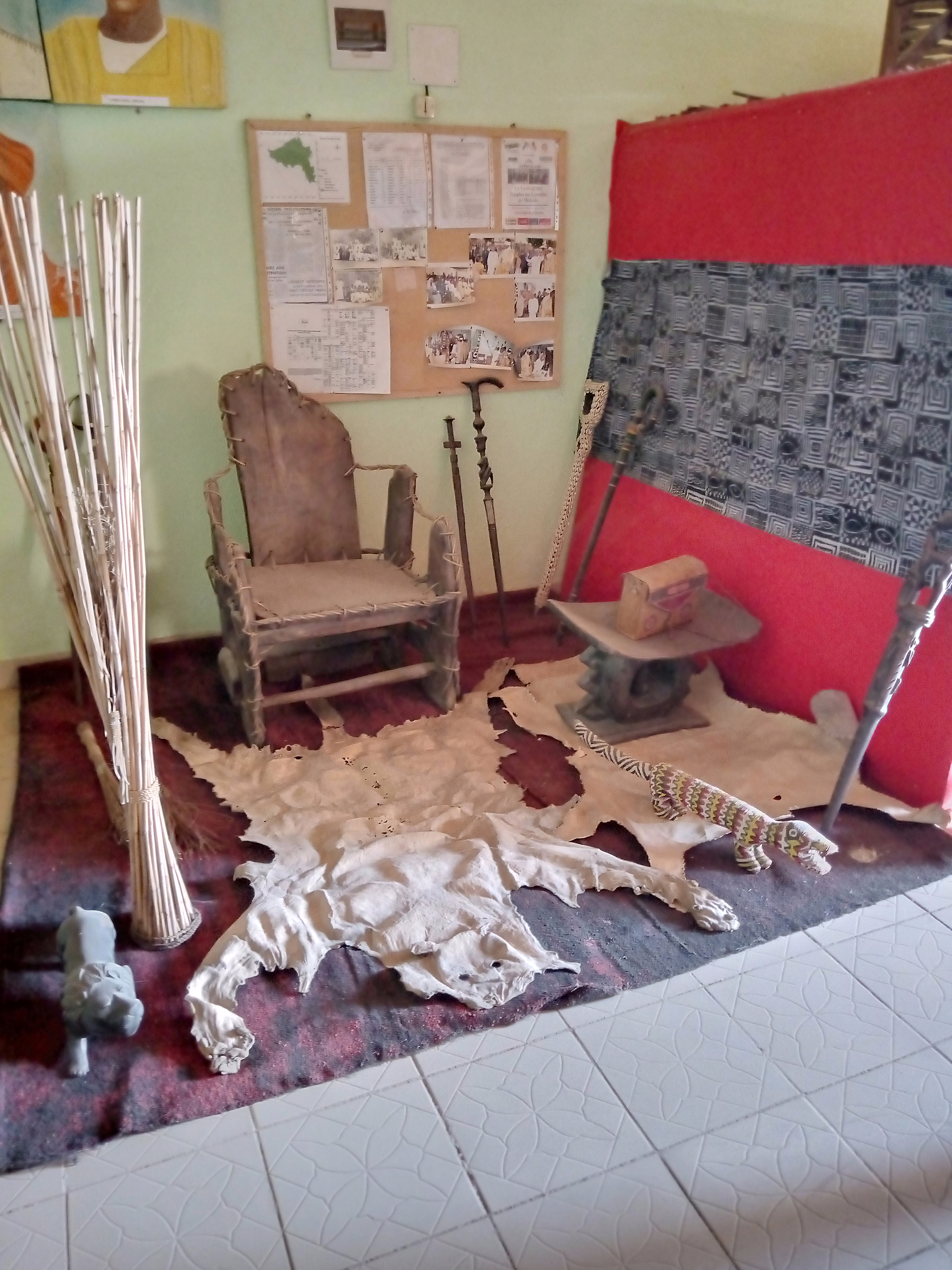
La représentation d'un trône exposé au musée royal de Mokolo

Les collections exposées au sein du musée royal du lamidat  de Mokolo s’intitule Art et traditions. Elle se constitue des productions artistiques telles les sculptures, les peintures et des représentations des réalités locales. S'y trouve des armes, des attributs de pouvoir, des objets de parure, de l'architecture, de la vannerie, de l'art vestimentaire, des portraits des lamibés depuis 1830 à nos jours, de l'industrie lithique et bien d'autres encore. Sa muséographie allie reconstitution et accrochage. L’exposition documente l’origine(les œuvres d'art de la littérature) et la dynastie du Lamidat de 1er Degré de Mokolo, à travers les portraits des différents lamibés (pluriel de lamido, appellation des chefs traditionnels dans le Grand Nord Cameroun) de 1830 à 2021. L’un des espaces importants de cette exposition est la section dédiée à la cavalerie et aux conquêtes dans le Grand Nord Cameroun. On y rencontre les armes et les instruments de musique traditionnels, mais aussi la poterie, l’architecture traditionnelles. La parure (bijoux) et les outils de forge meublent également l’exposition, au centre de laquelle trône une grande meule issue de découvertes fortuites à Ziver (Mokolo, canton Matakam-Sud chez les Mafa). 
Les collections du musée présentent sur deux salles réparties sur 60 m2 au rez-de-chaussée et au premier niveau un panorama de savoir-faire de la population locale et d’ailleurs. Les objets d’arts, monnaies, produits et objets issus de l’artisanat, de la pharmacopée et l’agro -alimentaire. Ce musée possède également des fonds exceptionnels d’archives et de photographies relatifs à la vie quotidienne du lamidat.

### Expositions temporaires
Les collections du musée sont empruntés lors des expositions temporaires nationales et internationales comme c'est le cas de l'exposition "Le septentrion: dynamique entre passée et présent" organisé par le musée national du Cameroun et l'exposition "Sur la route des chefferie du Cameroun".

## Boutique artisanale
La boutique artisanale ou galerie du musée expose et vend le savoir-faire de la population locale et d'ailleurs. Il s'agit des produits et objets issus de l'artisanat, de la forge, de la pharmacopée ou encore agro-alimentaires. Au sein de ce musée l'on trouve plus de 300 livres issus des dons et des acquisitions personnelles qui vont constituer le fonds de départ de cette bibliothèque tels que les oeuvres de Djaïli Amadou Amal et bien d'autres. Ces livres portent pour l’essentiel sur l’histoire, la géographie, la culture et le tourisme au Cameroun.